# Love Never Dies (pel·lícula de 1921)
Love Never Dies és una pel·lícula muda dramàtica estatunidenca del 1921 dirigida per King Vidor. Impressions de la pel·lícula sobreviuen en diversos arxius de pel·lícules.

## Trama
Tal com es descriu en una revista de cinema, John Trott (Hughes) supera la mala influència d'una casa miserable, té èxit com a enginyer contractista i es casa amb la bella Tilly Whaley (Bellamy). S'estableixen a una existència feliç a la seva pròpia cabana. Aleshores apareix un fantasma del seu passat, una mare borratxa, i durant la seva absència la seva dona és expulsada de casa pel seu pare, Ezekiel Whaley (Brownlee), i se li concedeix el divorci. En John, acompanyat de la seva germana adoptiva, va a una ciutat llunyana. En el camí, el tren descarrila i es denuncia que ell mateix i la noia han mort. La seva dona es casa amb una antic estimat. Anys més tard, John torna a la ciutat i el vell amor es renova. El marit gelós intenta matar en John però és assotat a la trobada. Aleshores, el marit decideix suïcidar-se i té èxit, malgrat el valent intent de John per aturar-lo. Aleshores, la parella es retroba a la seva "cabana de les delícies".

## Repartiment
- Lloyd Hughes com a John Trott
- Madge Bellamy com a Tilly Whaley
- Joseph Bennett com a Joel Epperson
- Lillian Leighton com a Sra. Cavanaugh
- Fred Gamble com a Sam Cavanaugh (acreditat com a Fred Gambold)
- Julia Brown com a Dora Boyles
- Frank Brownlee com a Ezekiel Whaley
- Winifred Greenwood com a Jane Holder
- Claire McDowell com a Liz Trott
- Maxine Elliott Hicks com a Dora Boyles com a adolescent (sense acreditar)

## Producció

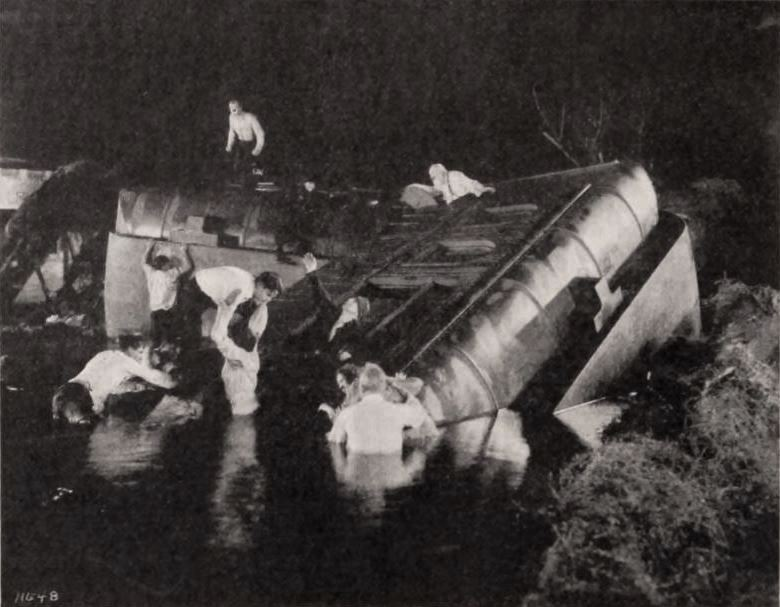
Descarrilament del tren a Love Never Dies.

L'espectacular estampida de bestiar de Vidor a la seva pel·lícula anterior The Sky Pilot (1921) va ser admirada per la crítica. Amb l'esperança d'aprofitar aquest èxit, Vidor va dissenyar i va construir un elaborat model de rèplica d'un tren i un cavallet i el va utilitzar per escenificar un descarrilament espectacular. Impressionat per aquesta demostració d'efectes especials, Thomas H. Ince va acceptar finançar la finalització de Love Never Dies.